# Antônio Vieira
Pour les articles homonymes, voir António Vieira (homonymie) et Vieira.
Antônio Carlos Vieira, ou simplement Antônio Vieira (né le 7 février 1956) est un footballeur brésilien et entraîneur de football.